# The Last Domino? Tour
The Last Domino? Tour è il titolo di una tournée svolta in più riprese nel 2021-22 dal gruppo musicale britannico Genesis.

## Descrizione
Il titolo del tour («L'ultima tessera del domino», tratto dalla seconda parte del brano Domino del 1986) fu scelto per suggerire che questa sarebbe stata l'ultima tournée in assoluto dei Genesis, come poi ufficialmente confermò nel settembre 2021 il frontman Phil Collins; l'aggiunta del punto interrogativo fu invece un'idea del tastierista Tony Banks.
In contemporanea con l'inizio della tournée, il 17 settembre, la UMG pubblicò in tutto il mondo l'omonima compilation contenente tutti i brani eseguiti sul palco più altri quattro singoli di successo, anch'essi probabilmente presi in considerazione per la scaletta ma poi esclusi.
Per quanto riguarda la formazione, oltre al chitarrista Daryl Stuermer, collaboratore fisso dei Genesis dal vivo fin dal 1978, i concerti videro tra le file della band il debutto dei coristi Daniel Pearce e Patrick Smyth, nonché di Nicholas Collins nel ruolo di batterista che per trent'anni (1977-2007) in concerto era stato svolto da Chester Thompson oltreché ovviamente dal padre Phil, costretto ora da problemi fisici a ricoprire solo quello di cantante. Nic Collins aveva esordito a fianco del padre nel 2016, a soli 15 anni, nei concerti da solista del Not Dead Yet Tour.
Il The Last Domino? Tour si svolse in tre riprese: nel Regno Unito dal 20 settembre al 7 ottobre; negli Stati Uniti e in Canada dal 15 novembre al 16 dicembre e in Europa dal 7 al 22 marzo 2022, più tre date conclusive a Londra (24-25-26 marzo). La prima tranche, che inizialmente comprendeva anche l'Irlanda, era stata annunciata ufficialmente sin da marzo 2020 e fissata per la fine di quell'anno ma subì due rinvii per la sopravvenuta pandemia di COVID-19 e le conseguenti restrizioni agli spettacoli dal vivo in tutto il mondo: ne fecero definitivamente le spese i concerti previsti a Dublino (due serate) e Belfast. Le ventuno date nordamericane furono invece confermate solo all'inizio del 2021 e le undici europee, per ultime, a fine ottobre dello stesso anno.
Il 7 ottobre 2021 il gruppo dovette improvvisamente annullare quattro concerti consecutivi nel Regno Unito – quello dell'indomani all'SSE Hydro di Glasgow dove aveva già suonato la sera stessa e tre alla O2 Arena di Londra – dopo che membri della band, sul momento non specificati per ragioni di privacy, erano risultati positivi al tampone per il SARS-CoV-2. Le tre date londinesi furono recuperate a fine marzo del 2022, in coda al tour europeo, mentre la replica glasvegiana fu cancellata definitivamente.
A inizio novembre 2021, subito prima dell'inizio del tour americano, il chitarrista/bassista Mike Rutherford rivelò al quotidiano USA Today di esser stato fra i contagiati a Glasgow e, nella stessa intervista, ribadì assieme a Tony Banks quanto già anticipato da Collins a settembre, cioè che i tre concerti a Londra in marzo sarebbero stati gli ultimi in assoluto nella storia della band.

## Scaletta
- Duke's Intro (Behind the Lines/Duke's End)
- Turn It On Again
- Mama
- Land of Confusion
- Home by the Sea / Second Home by the Sea

Medley:
- Fading Lights (abbreviata)
- The Cinema Show (estratto)
- Afterglow

Acoustic set:
- That's All
- The Lamb Lies Down on Broadway
- Follow You Follow Me

- Duchess (*)
- No Son of Mine
- Firth of Fifth (estratto)
- I Know What I Like (in Your Wardrobe)
- Domino
- Throwing It All Away
- Tonight, Tonight, Tonight (abbreviata)
- Invisible Touch

Encore:
- I Can't Dance
- Dancing with the Moonlit Knight (introduzione) / The Carpet Crawlers

(*) sostituita con: Misunderstanding a Chicago, 15-16/11/2021.

## Date
| The Last Domino? UK and Ireland Tour | The Last Domino? UK and Ireland Tour | The Last Domino? UK and Ireland Tour | The Last Domino? UK and Ireland Tour |
| Data | Città                                | Luogo                                | Paese                                |
| --- | ------------------------------------ | ------------------------------------ | ------------------------------------ |
| 15 settembre 2021 * | Dublino                              | 3Arena                               | Irlanda                              |
| 16 settembre 2021 * | Dublino                              | 3Arena                               | Irlanda                              |
| 18 settembre 2021 * | Belfast                              | The SSE Arena                        | Regno Unito                          |
| 20 settembre 2021 | Birmingham                           | Utilita Arena Birmingham             | Regno Unito                          |
| 21 settembre 2021 | Birmingham                           | Utilita Arena Birmingham             | Regno Unito                          |
| 22 settembre 2021 | Birmingham                           | Utilita Arena Birmingham             | Regno Unito                          |
| 24 settembre 2021 | Manchester                           | Manchester Arena                     | Regno Unito                          |
| 25 settembre 2021 | Manchester                           | Manchester Arena                     | Regno Unito                          |
| 27 settembre 2021 | Leeds                                | First Direct Arena                   | Regno Unito                          |
| 28 settembre 2021 | Leeds                                | First Direct Arena                   | Regno Unito                          |
| 30 settembre 2021 | Newcastle upon Tyne                  | Utilita Arena Newcastle              | Regno Unito                          |
| 1 ottobre 2021 | Newcastle upon Tyne                  | Utilita Arena Newcastle              | Regno Unito                          |
| 3 ottobre 2021 | Liverpool                            | M&S Bank Arena                       | Regno Unito                          |
| 4 ottobre 2021 | Liverpool                            | M&S Bank Arena                       | Regno Unito                          |
| 7 ottobre 2021 | Glasgow                              | The SSE Hydro                        | Regno Unito                          |
| 8 ottobre 2021 ** | Glasgow                              | The SSE Hydro                        | Regno Unito                          |
| 11 ottobre 2021 *** | Londra                               | The O2 Arena                         | Regno Unito                          |
| 12 ottobre 2021 *** | Londra                               | The O2 Arena                         | Regno Unito                          |
| 13 ottobre 2021 *** | Londra                               | The O2 Arena                         | Regno Unito                          |
| 24 marzo 2022 | Londra                               | The O2 Arena                         | Regno Unito                          |
| 25 marzo 2022 | Londra                               | The O2 Arena                         | Regno Unito                          |
| 26 marzo 2022 | Londra                               | The O2 Arena                         | Regno Unito                          |
| * Cancellati dopo il secondo rinvio dell'intero tour. ** Cancellato per membri del gruppo positivi al test del SARS-CoV-2 la sera prima. *** Rinviati a marzo 2022 a seguito del contagio di Glasgow. |                                      |                                      |                                      |

| The Last Domino? North American Tour                                            | The Last Domino? North American Tour | The Last Domino? North American Tour | The Last Domino? North American Tour |
| Data                                                                            | Città                                | Luogo                                | Paese                                |
| ------------------------------------------------------------------------------- | ------------------------------------ | ------------------------------------ | ------------------------------------ |
| 15 novembre 2021                                                                | Chicago, IL                          | United Center                        | Stati Uniti                          |
| 16 novembre 2021                                                                | Chicago, IL                          | United Center                        | Stati Uniti                          |
| 18 novembre 2021                                                                | Washington, DC                       | Capital One Arena                    | Stati Uniti                          |
| 19 novembre 2021                                                                | Raleigh, NC                          | PNC Arena                            | Stati Uniti                          |
| 20 novembre 2021                                                                | Charlotte, NC                        | Spectrum Center                      | Stati Uniti                          |
| 22 novembre 2021                                                                | Montréal                             | Centre Bell                          | Canada                               |
| 23 novembre 2021                                                                | Montréal                             | Centre Bell                          | Canada                               |
| 25 novembre 2021                                                                | Toronto                              | Scotiabank Arena                     | Canada                               |
| 26 novembre 2021                                                                | Toronto                              | Scotiabank Arena                     | Canada                               |
| 27 novembre 2021                                                                | Buffalo, NY                          | KeyBank Center                       | Stati Uniti                          |
| 29 novembre 2021                                                                | Detroit, MI                          | Little Caesars Arena                 | Stati Uniti                          |
| 30 novembre 2021                                                                | Cleveland, OH                        | Rocket Mortgage Fieldhouse           | Stati Uniti                          |
| 2 dicembre 2021                                                                 | Filadelfia, PA                       | Wells Fargo Center                   | Stati Uniti                          |
| 3 dicembre 2021                                                                 | Filadelfia, PA                       | Wells Fargo Center                   | Stati Uniti                          |
| 5 dicembre 2021                                                                 | New York, NY                         | Madison Square Garden                | Stati Uniti                          |
| 6 dicembre 2021                                                                 | New York, NY                         | Madison Square Garden                | Stati Uniti                          |
| 8 dicembre 2021                                                                 | Columbus, OH                         | Nationwide Arena                     | Stati Uniti                          |
| 10 dicembre 2021                                                                | Elmont, NY                           | Belmont Park UBS Arena               | Stati Uniti                          |
| 11 dicembre 2021 *                                                              | New York, NY                         | Barclays Center, Brooklyn            | Stati Uniti                          |
| 13 dicembre 2021                                                                | Pittsburgh, PA                       | PPG Paints Arena                     | Stati Uniti                          |
| 15 dicembre 2021                                                                | Boston, MA                           | TD Garden                            | Stati Uniti                          |
| 16 dicembre 2021                                                                | Boston, MA                           | TD Garden                            | Stati Uniti                          |
| * Aggiunto in un secondo momento e poi cancellato per «circostanze impreviste». |                                      |                                      |                                      |

| The Last Domino? European Tour    | The Last Domino? European Tour | The Last Domino? European Tour | The Last Domino? European Tour |
| Data                              | Città                          | Luogo                          | Paese                          |
| --------------------------------- | ------------------------------ | ------------------------------ | ------------------------------ |
| 7 marzo 2022                      | Berlino                        | Mercedes-Benz Arena            | Germania                       |
| 8 marzo 2022                      | Berlino                        | Mercedes-Benz Arena            | Germania                       |
| 10 marzo 2022                     | Hannover                       | ZAG Arena                      | Germania                       |
| 11 marzo 2022                     | Hannover                       | ZAG Arena                      | Germania                       |
| 13 marzo 2022                     | Colonia                        | Lanxess Arena                  | Germania                       |
| 14 marzo 2022                     | Colonia                        | Lanxess Arena                  | Germania                       |
| 16 marzo 2022                     | Parigi                         | La Défense Arena               | Francia                        |
| 17 marzo 2022                     | Parigi                         | La Défense Arena               | Francia                        |
| 19 marzo 2022 *                   | Colonia                        | Lanxess Arena                  | Germania                       |
| 21 marzo 2022                     | Amsterdam                      | Ziggo Dome                     | Paesi Bassi                    |
| 22 marzo 2022 *                   | Amsterdam                      | Ziggo Dome                     | Paesi Bassi                    |
| * Aggiunti in un secondo momento. |                                |                                |                                |